# ريتشارد جيل
ريتشارد جيل (بالإنجليزية: Richard Gill)‏ هو موزع أسترالي، ولد في 4 نوفمبر 1941 في Eastwood, New South Wales ‏ في أستراليا، وتوفي في 28 أكتوبر 2018 في سيدني في أستراليا بسبب سرطان القولون.

## وصلات خارجية
- ريتشارد جيل على موقع IMDb (الإنجليزية)
- ريتشارد جيل على موقع ميوزك برينز (الإنجليزية)
- ريتشارد جيل على موقع ديسكوغز (الإنجليزية)
- ريتشارد جيل على موقع قاعدة بيانات الفيلم (الإنجليزية)